# Infernal (album)
Infernal je šesti studijski album švedskog death metal-sastava Edge of Sanity. Diskografska kuća Black Mark Production objavila ga je 5. veljače 1997.

## O albumu
Dan Swanö napustio je sastav nakon što je snimanje za album završeno zbog glazbenih razlika između njega i Andreasa Axelssona. Swanö će se kasnije vratiti i nastaviti koristiti ime Edge of Sanity nakon što su se ostali članovi raspustili nakon objavljenja albuma Cryptic.
Drugi Swanöov sastav Nightingale snimio je obradu pjesme "Losing Myself" za svoj album Nightfall Overture.

## Popis pjesama
| 1.    | »Hell Is Where The Heart Is« | Jonas Larsson    | Dan Swanö                  | 5:26 |
| 2.    | »Helter Skelter«             | Andreas Axelsson | Axelsson, Larsson          | 2:27 |
| 3.    | »15:36«                      | Anders Jakobson  | Swanö                      | 4:54 |
| 4.    | »The Bleakness Of It All«    | Axelsson         | Axelsson, Larsson          | 3:31 |
| 5.    | »Damned (By The Damned)«     | Axelsson         | Axelsson, Larsson          | 5:31 |
| 6.    | »Forever Together Forever«   | Mikael Åkerfeldt | Swanö                      | 4:27 |
| 7.    | »Losing Myself«              | Jonas Renkse     | Swanö                      | 3:37 |
| 8.    | »Hollow«                     | Lindberg         | Axelsson, Larsson          | 4:26 |
| 9.    | »Inferno«                    | Axelsson         | Axelsson, Larsson          | 3:28 |
| 10.   | »Burn the Sun«               | Axelsson         | Axelsson, Larsson, Nerberg | 6:30 |
| 11.   | »The Last Song«              | Swanö            | Swanö                      | 5:32 |
| 49:49 |                              |                  |                            |      |

## Osoblje
| Edge of Sanity - Benny Larsson – bubnjevi - Dan Swanö – vokal (na 1., 3. 5. – 11. pjesmi), gitara i bas-gitara (na 1., 3., 6., 7. i 11. pjesmi), e-bow (na pjesmi "The Last Song"), glasovir (na pjesmi "The Last Song") - Andreas Axelsson – gitara (na 2., 4., 5., 8. – 10. pjesmi), vokal (na pjesmama "Helter Skelter" i "The Bleakness Of It All") - Anders Lindberg – bas-gitara (na 2., 4., 5., 8. – 10. pjesmi) Dodatni glazbenici - Anders Märeby – violončelo (na pjesmi "The Last Song") | Ostalo osoblje - Juha Vuorma – naslovnica albuma - Maren Kumpe – dizajn - Börje Forsberg – izvršna produkcija - Peter Tägtgren – solo-gitara (na pjesmi "The Bleakness Of It All"), produkcija, inženjer zvuka, miks |